# Jáchymovský potok (přítok Bystřice)
Jáchymovský potok (německy Joachimsthaler Bach) je 11,0 km dlouhý potok v Krušných horách v okrese Karlovy Vary v Karlovarském kraji. Plocha jeho povodí měří 32,8 km².

## Průběh toku
Potok pramení v Krušných horách v nadmořské výšce 963 metrů pod jihovýchodním svahem Božídarského Špičáku, přibližně 2 km severně od jáchymovské radnice. Teče jižním směrem, protéká historicky slavným hornickým městem Jáchymov. U jihovýchodního okraje Jáchymova se do něj zleva vlévá potok Veseřice. (Údaj vychází z HEIS VÚV, v mapách je ovšem tento potok většinou vyznačen jako Klínovecký potok a Veseřice jako jeho přítok.) Hluboce sevřeným údolím lemovaným strmými svahy přitéká Jáchymovský potok do Horního Žďáru. Zde již pokračuje v otevřené krajině. Míjí neslavně známou Rudou věž smrti a při západním okraji Ostrova teče ke svému recipientu, kterým je Bystřice. Do Bystřice se vlévá jako levostranný přítok na jejím 8,1 říčním kilometru.
V některých zdrojích je Jáchymovský potok v Jáchymově označován názvem Vaseřice či Veseřice. V Hydroekologickém informačním systému VÚV TGM je jako Veseřice označován přítok Jáchymovského potoka, označovaný v jiných mapách jako Klínovecký potok, přičemž Veseřice je v ostatních mapách přítok Klínoveckého potoka. 

## Galerie

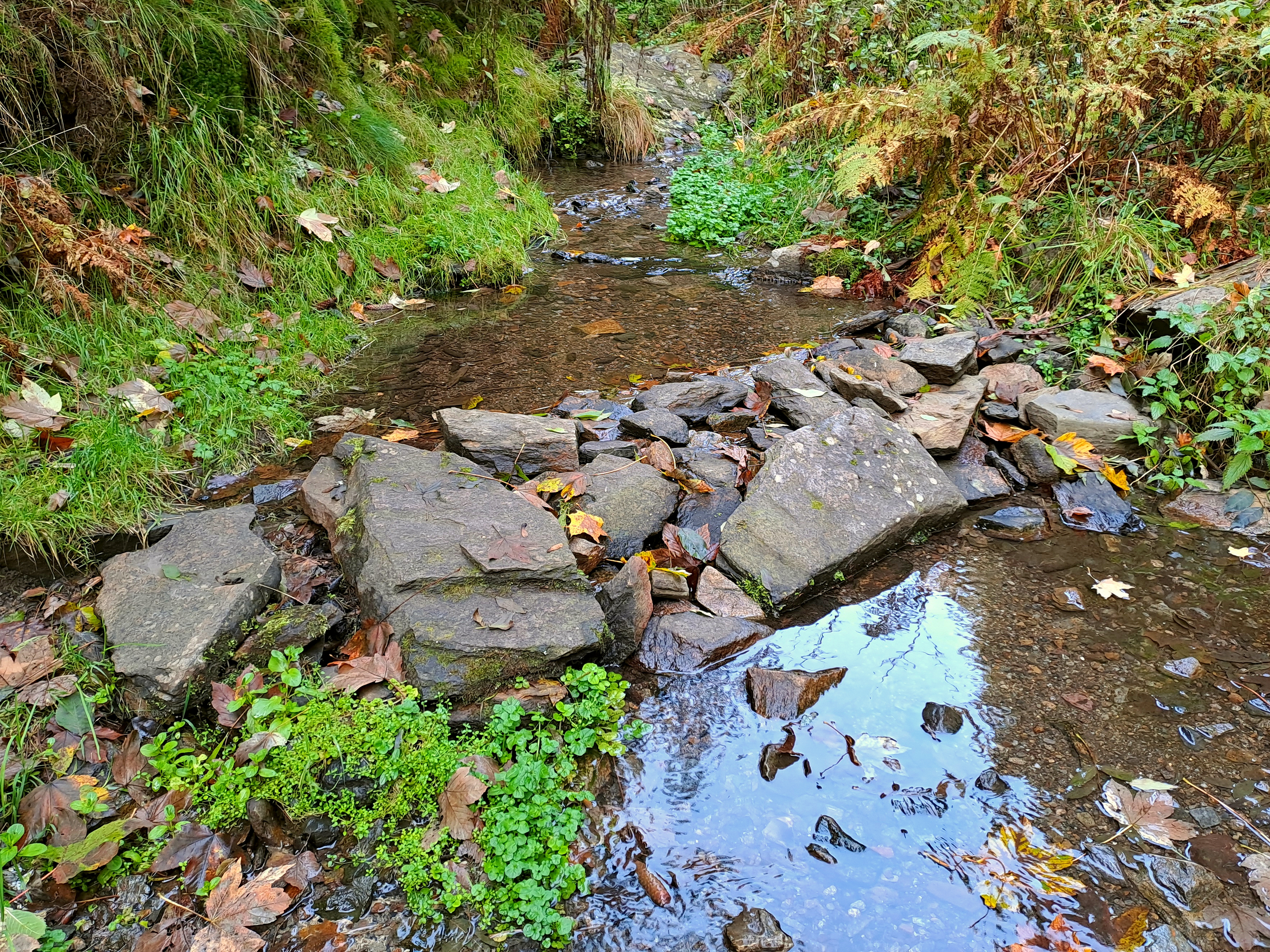
Horní tok nad Jáchymovem
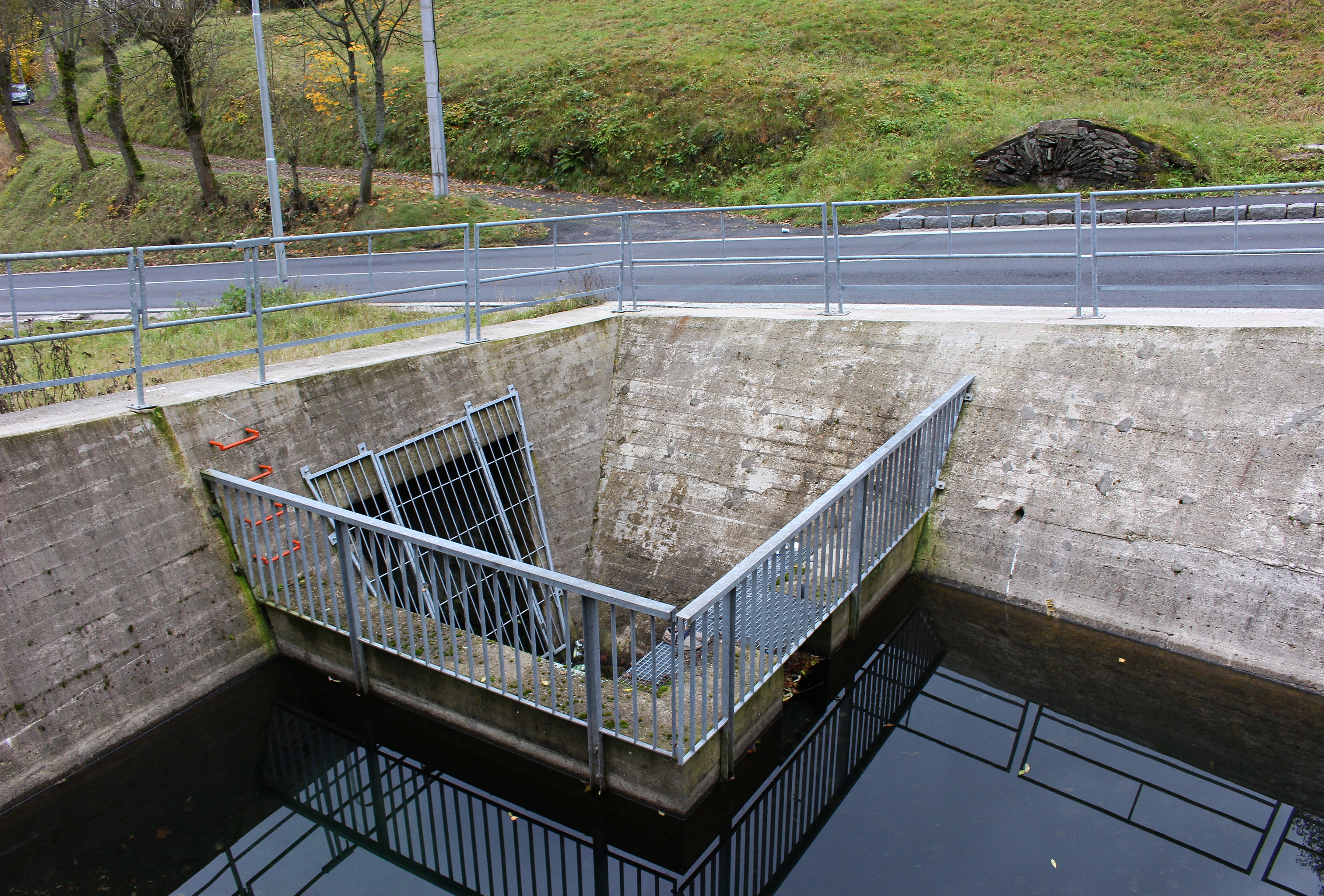
Ústí potoka do potrubí na horním okraji Jáchymova u štoly Leithund
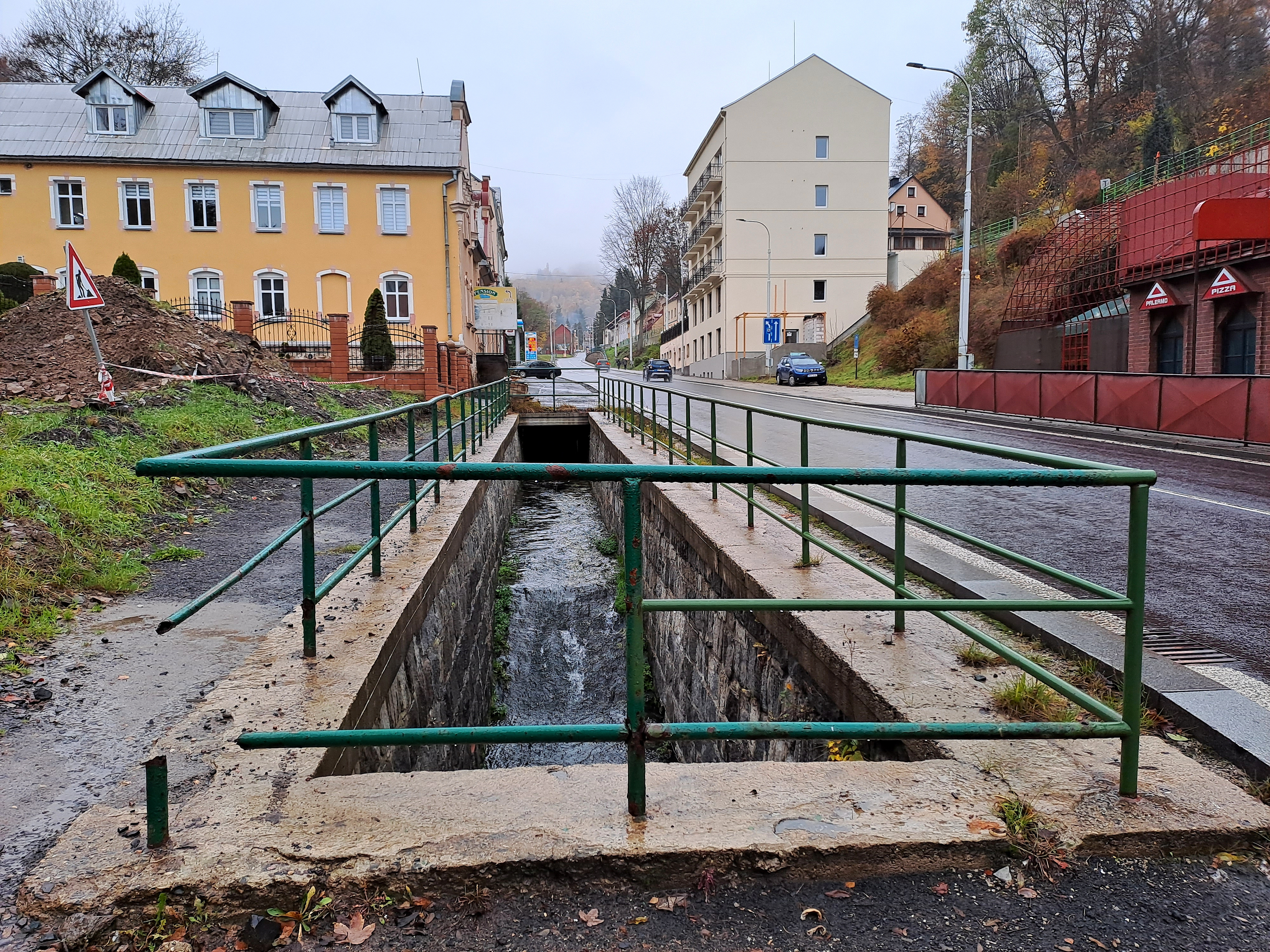
Jeden z krátkých otevřených úseků v Jáchymově
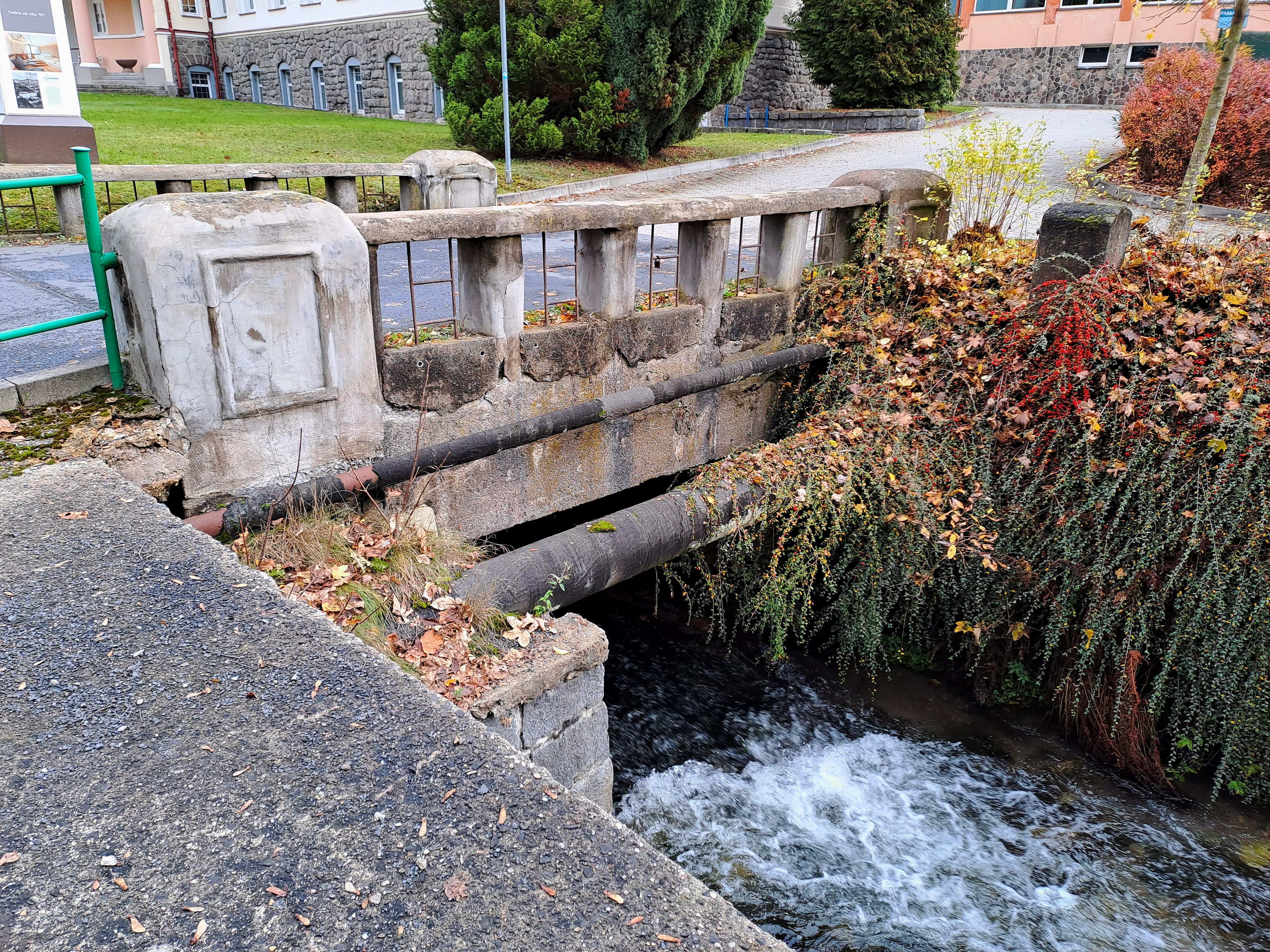
Konec zatrubnění u lázeňského centra Agricola
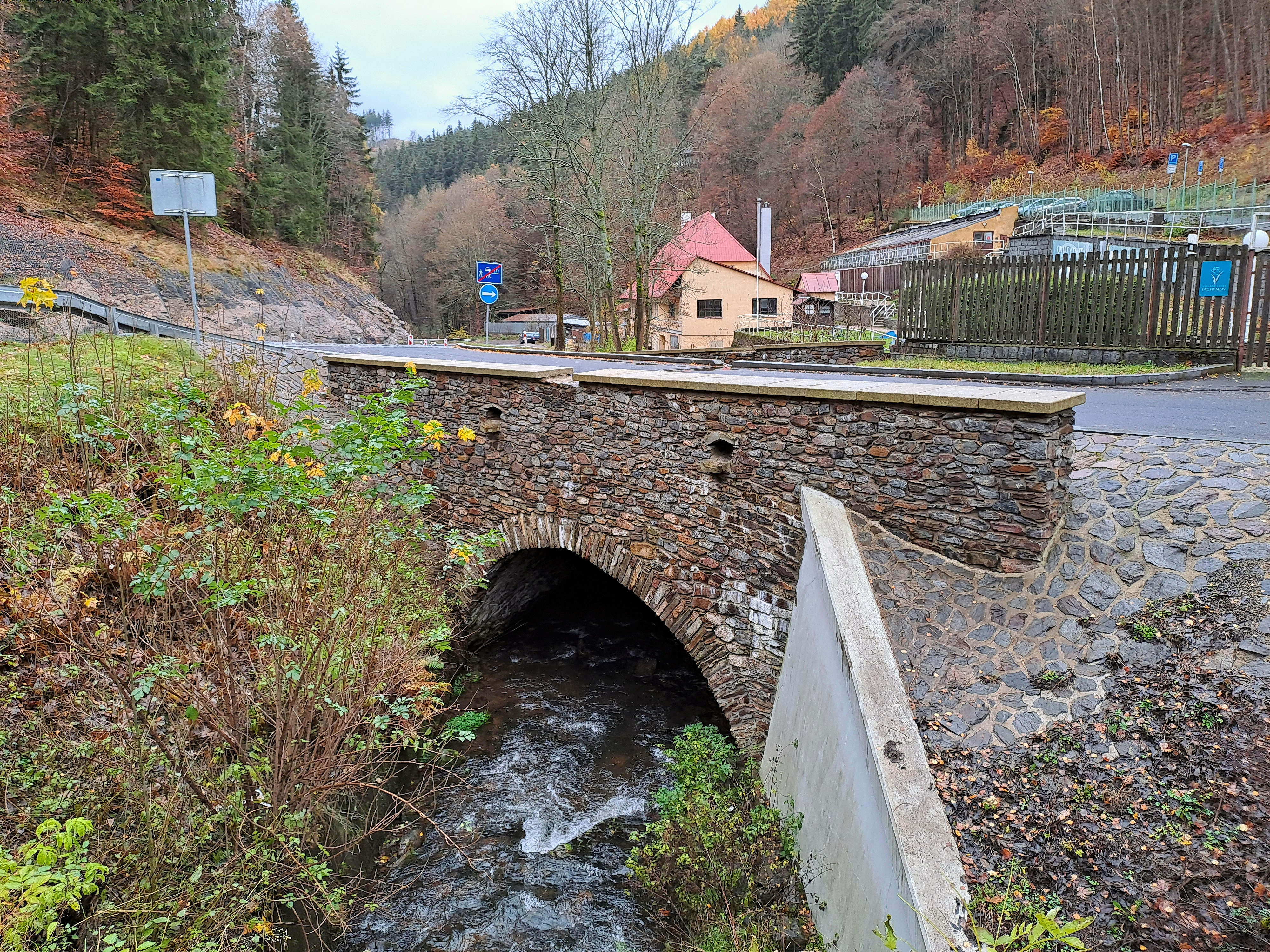
Třetí kamenný mostek v Jáchymově
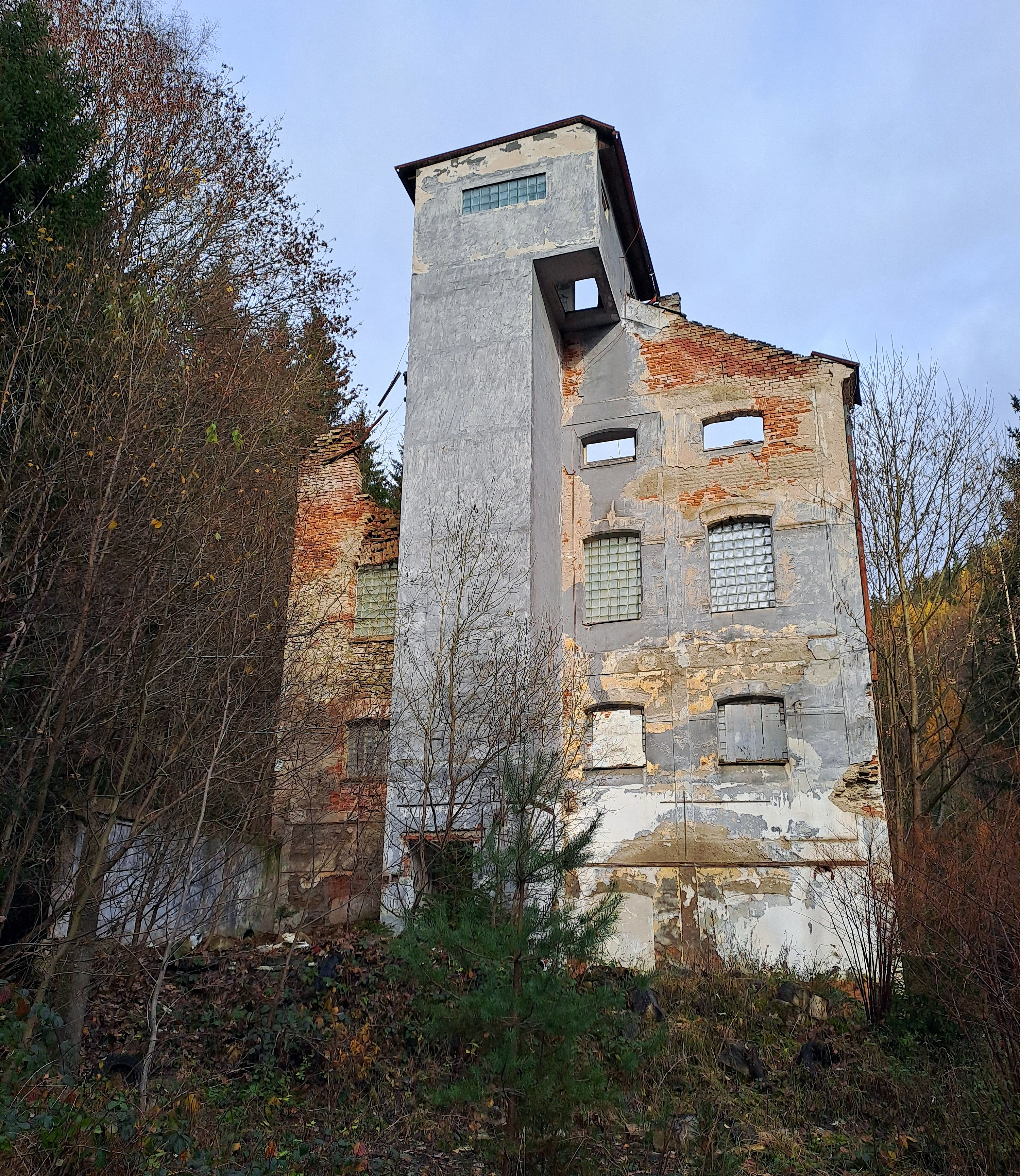
Petrův mlýn pod Jáchymovem
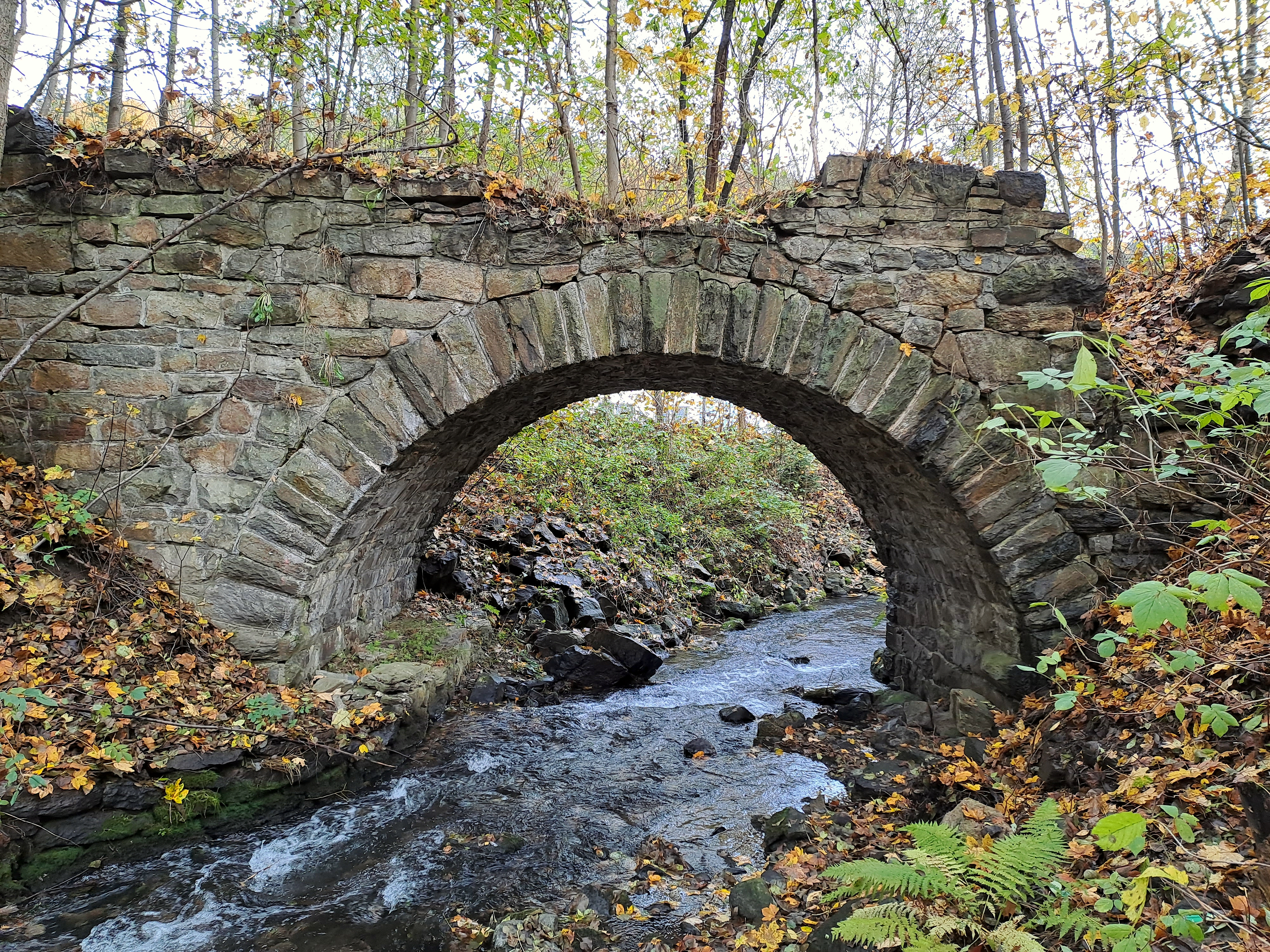
Most bývalé trati Ostrov nad Ohří – Jáchymov v Horním Žďáru
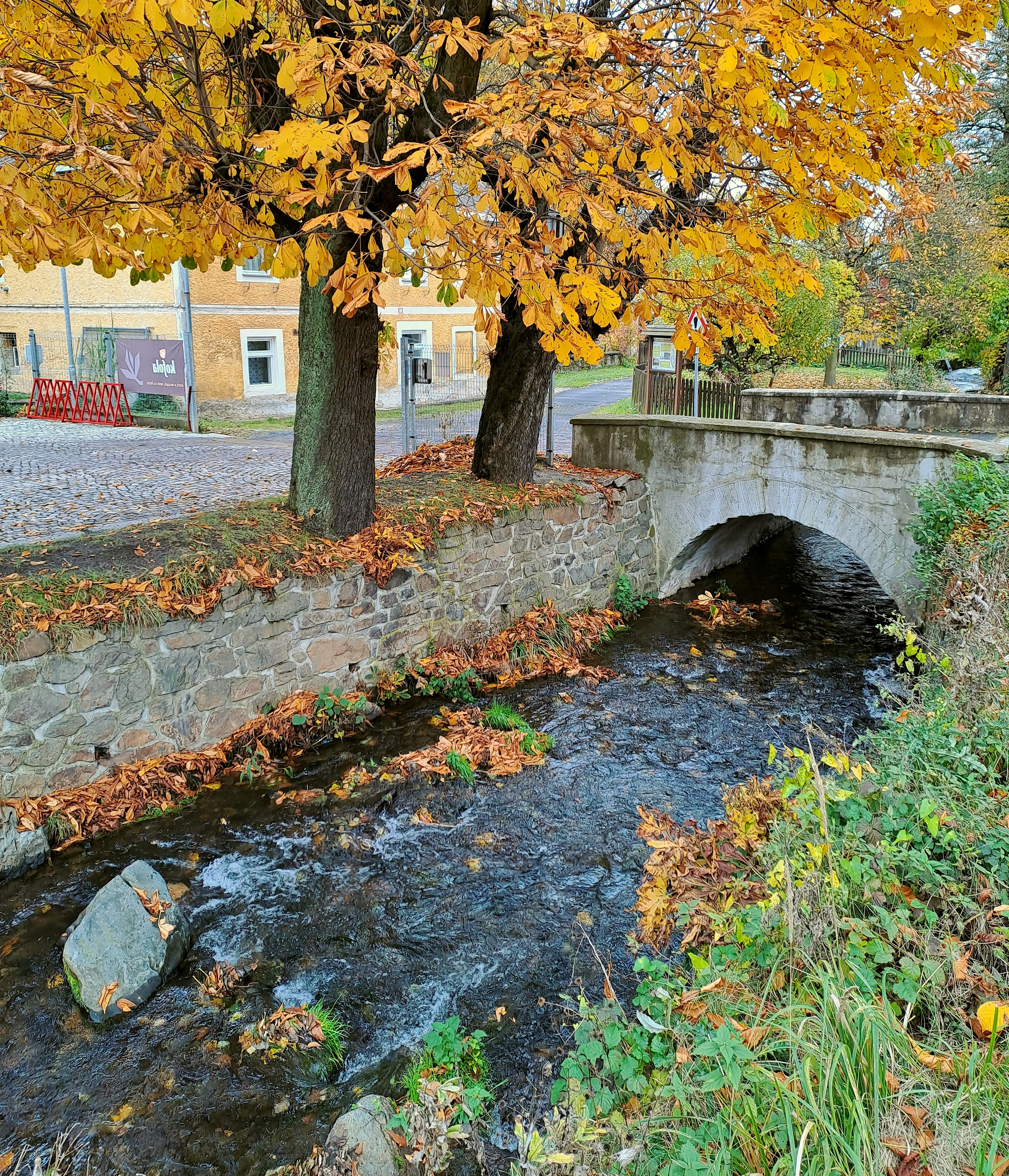
Potok v Horním Žďáru
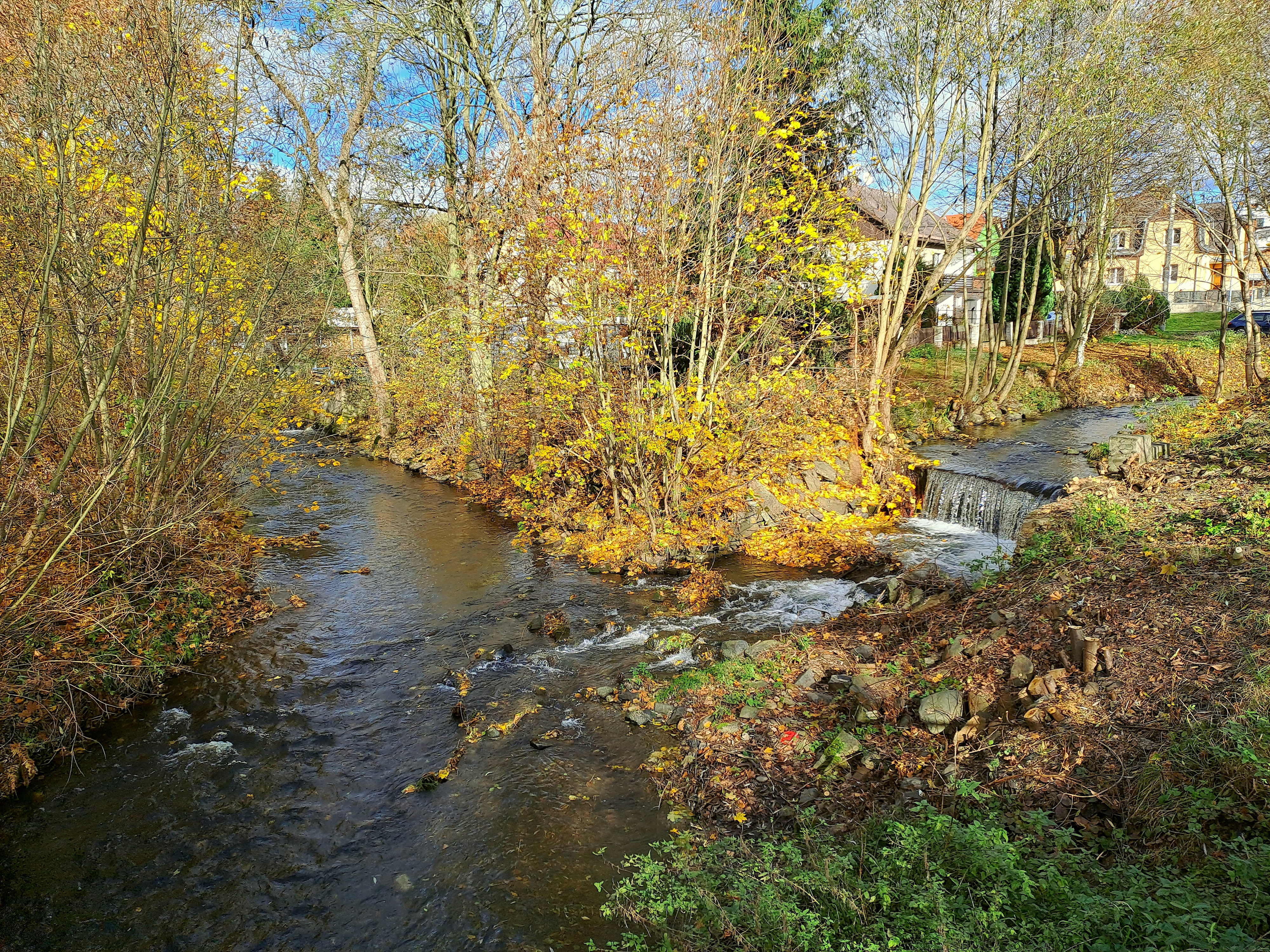
Soutok s Bystřicí v Ostrově